# Kraftwerk Meirama
Das Kraftwerk Meirama (spanisch Central térmica de Meirama) ist ein Kohlekraftwerk in der Gemeinde Cerceda, autonome Gemeinschaft Galicien, Spanien.
Die installierte Leistung des Kraftwerks beträgt 563 (bzw. 580) MW. Es ist im Besitz von Naturgy und wird auch von Naturgy betrieben. Das Kraftwerk ging 1980 in Betrieb; es wurde am 30. Juni 2020 stillgelegt.
Das Kraftwerk besteht aus einem Block. Die folgende Tabelle gibt einen Überblick:
| Block | Max. Leistung (MW) | Betriebsbeginn | Turbine | Generator | Dampfkessel      |
| ----- | ------------------ | -------------- | ------- | --------- | ---------------- |
| 1     | 563                | 1980           | BBC     | BBC       | Deutsche Babcock |

Die Jahreserzeugung lag 2004 bei 4,341 Mrd. kWh.
Das Kraftwerk wurde von 1980 bis 2008 aus einem nahegelegenen Tagebau mit insgesamt 94 Mio. t Braunkohle versorgt; danach wurde Steinkohle über den Hafen La Coruña importiert.